# Sosna kalifornijska
Sosna kalifornijska, sosna radiata (Pinus radiata D.Don) – gatunek drzewa z rodziny sosnowatych. Sosna kalifornijska pochodzi z południowych wybrzeży Kalifornii, występuje na ograniczonych obszarach Santa Cruz, zatoki Monterey i San Luis. Odmiana Pinus radiata var. binata rośnie na zachodnim wybrzeżu Kalifornii Dolnej w Meksyku, w tym na wyspie Guadalupe.

## Morfologia
PokrójDrzewo iglaste, o gęstej koronie, początkowo stożkowatej, u starszych drzew parasolowatej.
PieńOsiąga wysokość 15-30 m, hodowana w warunkach optymalnych może osiągnąć 60 m. Pień masywny, prosty, chociaż z wiekiem może rosnąć ukośnie lub zakrzywiać się.
KoraCiemnoszara, pokryta głębokimi bruzdami.
LiścieIgły jasnozielone, zebrane w pęczki po trzy (po dwa u P. radiata var. binata), długości 8-15 cm, dość sztywne i spiczaste.
SzyszkiSzyszki męskie podłużne, żółte, długości 10–15 cm, wyrastają u podstawy pędów. Szyszki żeńskie są początkowo zielonkawe i okrągłe. Dojrzałe są asymetryczne, jasnobrązowe, długości 7–15 cm.
NasionaCiemnobrązowe, długości 6 mm, ze skrzydełkiem 20–30 mm.

## Biologia i ekologia

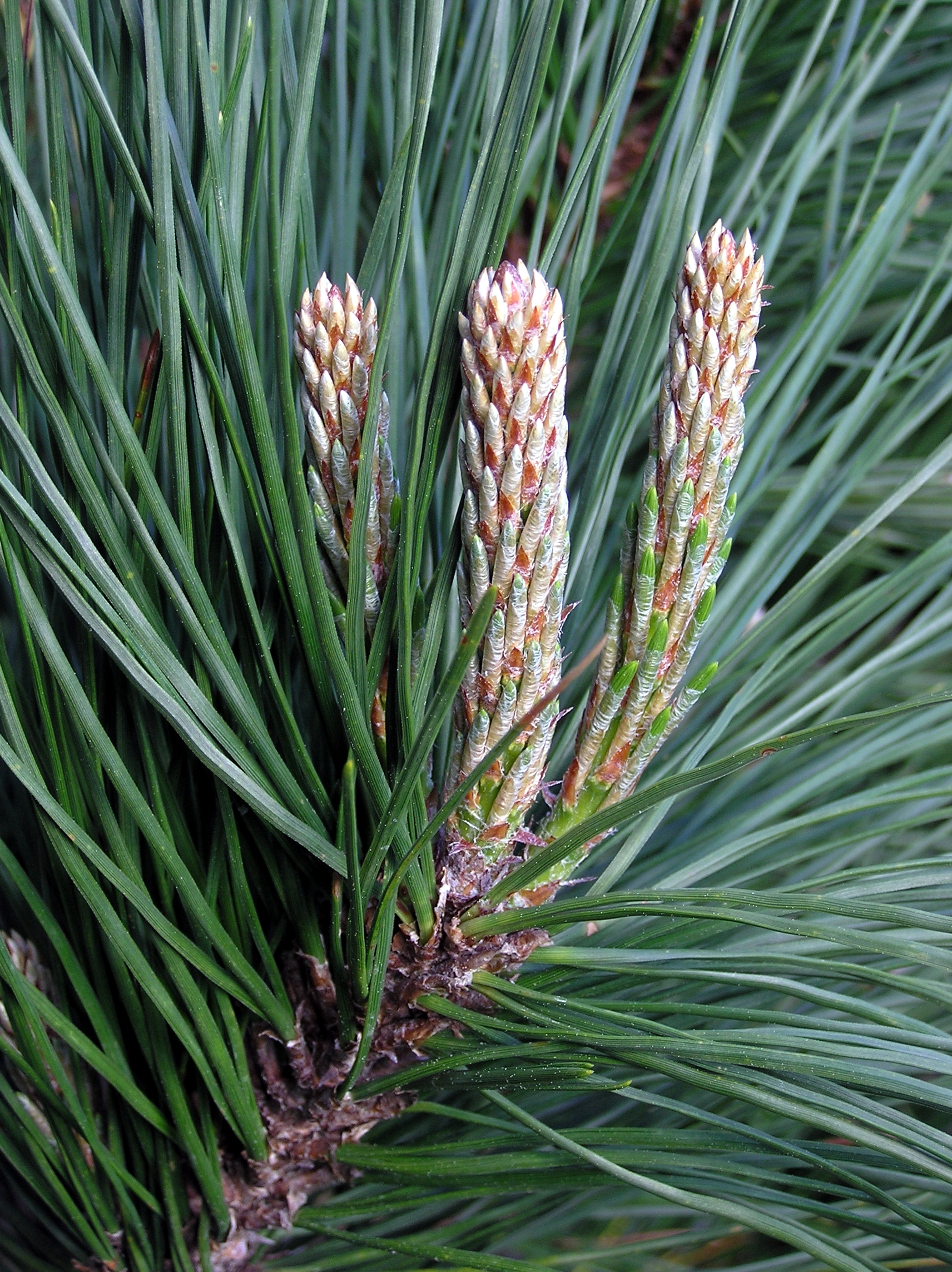
Liście i pędy

Drzewo szybko rosnące. Gatunek jednopienny – męskie i żeńskie szyszki mogą rosnąć na jednym drzewie. Dojrzałe szyszki nasienne długo pozostają zamknięte na drzewie, otwierają się tylko podczas bardzo suchego i gorącego lata lub w czasie pożaru lasu. Z uwolnionych podczas pożaru nasion może odnowić się las.
W swoim naturalnym areale rośnie na obszarach do 400 m n.p.m. Gatunek tolerancyjny w stosunku do gleby, preferuje suche, skaliste podłoże i klimat zbliżony do śródziemnomorskiego. Źle znosi temperatury poniżej 15 °C.
Introdukowana do Nowej Zelandii w 1850 roku, stanowi obecnie 90% drzewostanu lasów gospodarczych tego kraju. Rozprzestrzeniła się również w naturalnych skupiskach leśnych i na niektórych obszarach traktowana jest jako chwast.
Populacje odmiany typowej, rosnące na naturalnych stanowiskach w Kalifornii, są zagrożone chorobą wywoływaną przez grzyb Fusarium circinatum. Grzyb ten występował naturalnie na południowym wschodzie USA i został przeniesiony do Kalifornii, gdzie zaraził ok. 80–90% populacji sosny kalifornijskiej. Obumierające drzewa przyciągają owady, m.in. korniki, które roznoszą chorobę na kolejne drzewa.
Jest głównym gospodarzem rośliny pasożytniczej Arceuthobium littorum (pasożyt pędowy).

## Systematyka i zmienność

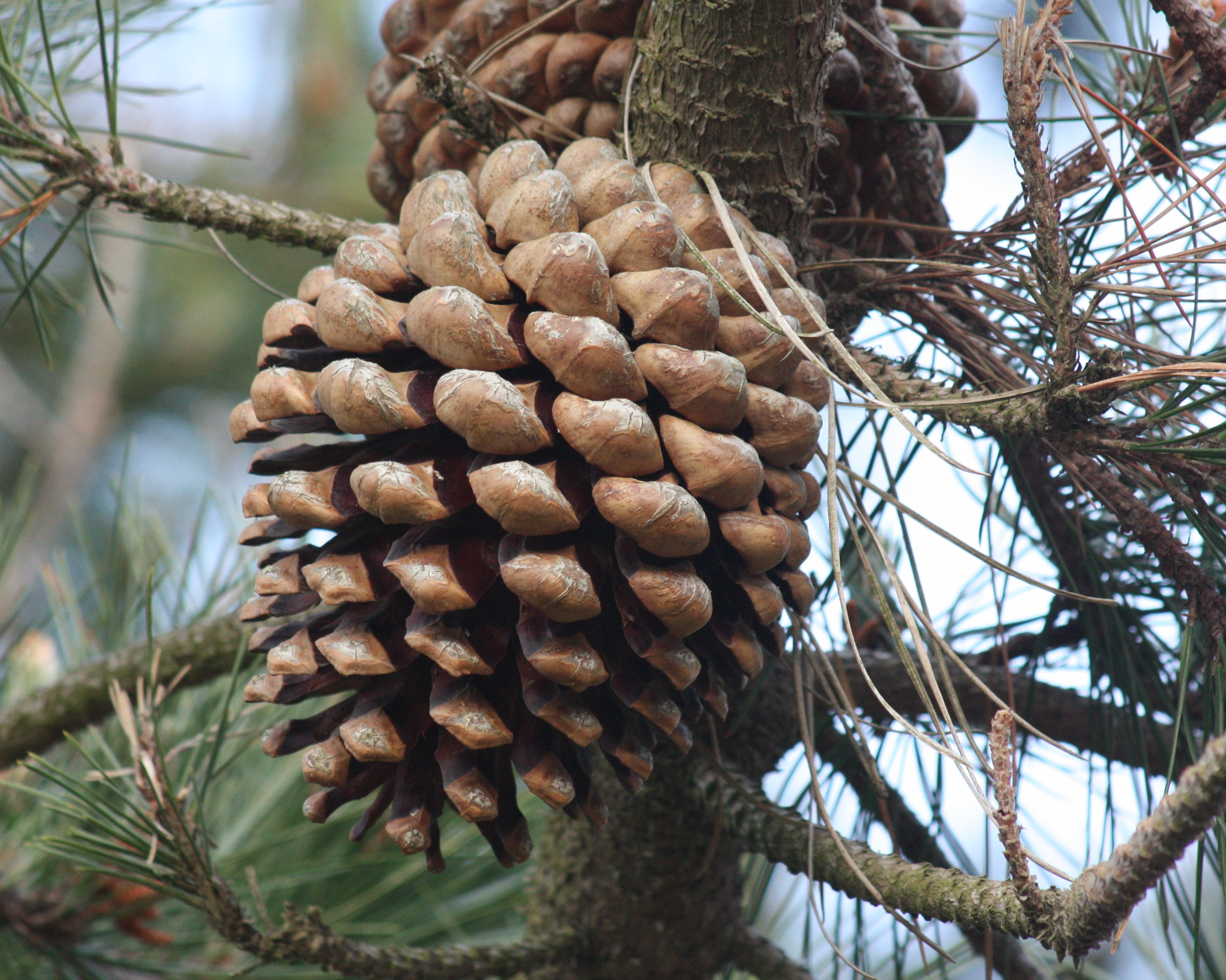
Szyszka nasienna

Synonimy: Pinus tuberculata D. Don, P. insignis Douglas ex Loudon.
Pozycja gatunku w obrębie rodzaju Pinus:
- podrodzaj Pinus
  - sekcja Trifoliae
    - podsekcja Attenuatae
      - gatunek P. radiata

Tworzy mieszańce z P. attenuata – P. ×attenuradiata Stockwell & Righter. Wyróżnia się odmiany:
- P. radiata var. radiata – odmiana typowa
- P. radiata var. binata (Engelm.) Lemmon.

## Zagrożenia

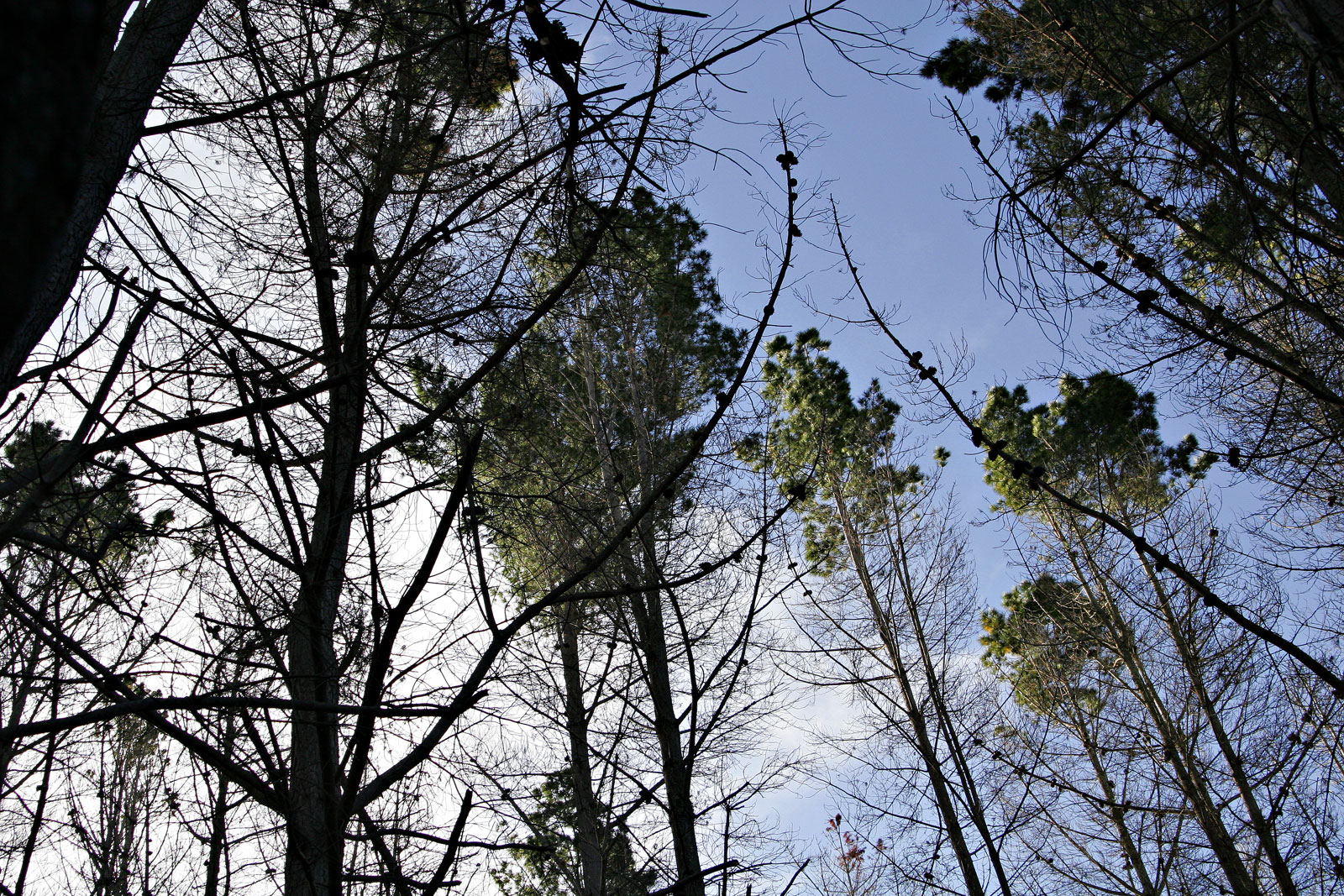
Plantacja sosny kalifornijskiej w Australii

Międzynarodowa organizacja IUCN przyznała temu gatunkowi kategorię zagrożenia CD (conservation dependent), czyli jest gatunkiem o niskim ryzyku wymarcia, chociaż zależnym od podjętych działań ochronnych. Populacje odmiany var. binata rosnące na wyspie Guadalupe uznane zostały za zagrożone (kategoria zagrożenia EN), na skutek długotrwałego niszczenia siewek przez zdziczałe kozy zasiedlające wyspę. Proces ten trwał od połowy XIX w. i dopiero w 2005 r. zakończono program usunięcia kóz z wyspy. Dzięki temu drzewostan zaczął się odnawiać.

## Zastosowanie
Ze względu na szybki wzrost stosowana do zalesiania na obszarach o ciepłym klimacie Europy, Afryki Południowej i Australii. W pierwszym roku osiąga już 1,5 m wysokości. Sosna sadzona jest głównie jako źródło drewna oraz na terenach przybrzeżnych, zniszczonych pożarami.